# Elizabeth Sherif
Elisabeth Sherif, est une politologue nigérienne spécialisée dans l'analyse des processus électoraux et de la participation politique en Afrique, notamment au Niger. Elle est diplômée de l'École Doctorale de Science Politique de Bordeaux en France et du Département de Science Politique de l'Université d'Ibadan au Nigéria,.
En août 2023, elle a été nommée Ministre de l'Éducation Nationale, de l'Alphabétisation, de l'Enseignement Professionnel et de la Promotion des Langues Nationales du Niger. Elle a pris service le 14 Aout 2023.